# Dinorah
Le pardon de Ploërmel (Il perdono di Ploërmel), più nota come Dinorah, è un'opera di Giacomo Meyerbeer su libretto di Jules Barbier e Michel Carré, ispirati da una piéce dello stesso Carré. L'opera, composta nei primi mesi del 1859, fu rappresentata per la prima volta il 4 aprile dello stesso anno, con buon successo al Théâtre national de l'Opéra-Comique di Parigi dove fino al 1912 arriva a 200 recite. 

Successivamente l'opera fu rappresentata il 26 luglio nel Regno Unito a Londra al Covent Garden con Marie Caroline Miolan-Carvalho e per l'occasione Meyerbeer sostituì i dialoghi con i recitativi, traducendo Achille de Lauzières tutta l'opera in italiano, cambiando anche titolo: "Dinorah". Dalle rappresentazioni londinesi l'opera è più nota con questo nome.

Il 4 marzo 1861 va in scena in francese al French Opera House di New Orleans. 
Il 24 novembre 1862 avviene la première in italiano nell'Academy of Music di New York. 
Dinorah ossia il pellegrinaggio a Ploermel arriva con successo al Teatro La Fenice di Venezia nel 1868 con venti recite nella stagione.
Al Theatre Royal di Glasgow la première è stata nel 1870.
Al Wiener Staatsoper va in scena nel 1871 e fino al 1883 arriva a 19 recite.
Per il Metropolitan Opera di New York la première è stata nel 1891 a Chicago in italiano e fino al 1925 ha avuto 5 recite.
Se l'opera ebbe all'inizio grande fama nel corso dell'Ottocento (grazie alle interpretazioni di Adelina Patti, che dichiarava essere la sua opera preferita, e di Amelita Galli-Curci), l'opéra-comique non reggeva al paragone con le ben più famose grand-opéras, ed uscì dal repertorio. Estremamente famosa però è l'aria della protagonista del secondo atto, Ombre légère in cui Dinorah in preda alla pazzia parla con la propria ombra. L'aria è stata cantata e registrata da moltissimi soprani, per citarne alcuni: Maria Callas, Anna Moffo, Joan Sutherland, Sumi Jo, Natalie Dessay, June Anderson.
Al Teatro Verdi (Trieste) Dinorah ossia il pellegrinaggio a Ploermel va in scena nel 1983 con Angelo Romero e Luciana Serra.

## Trama

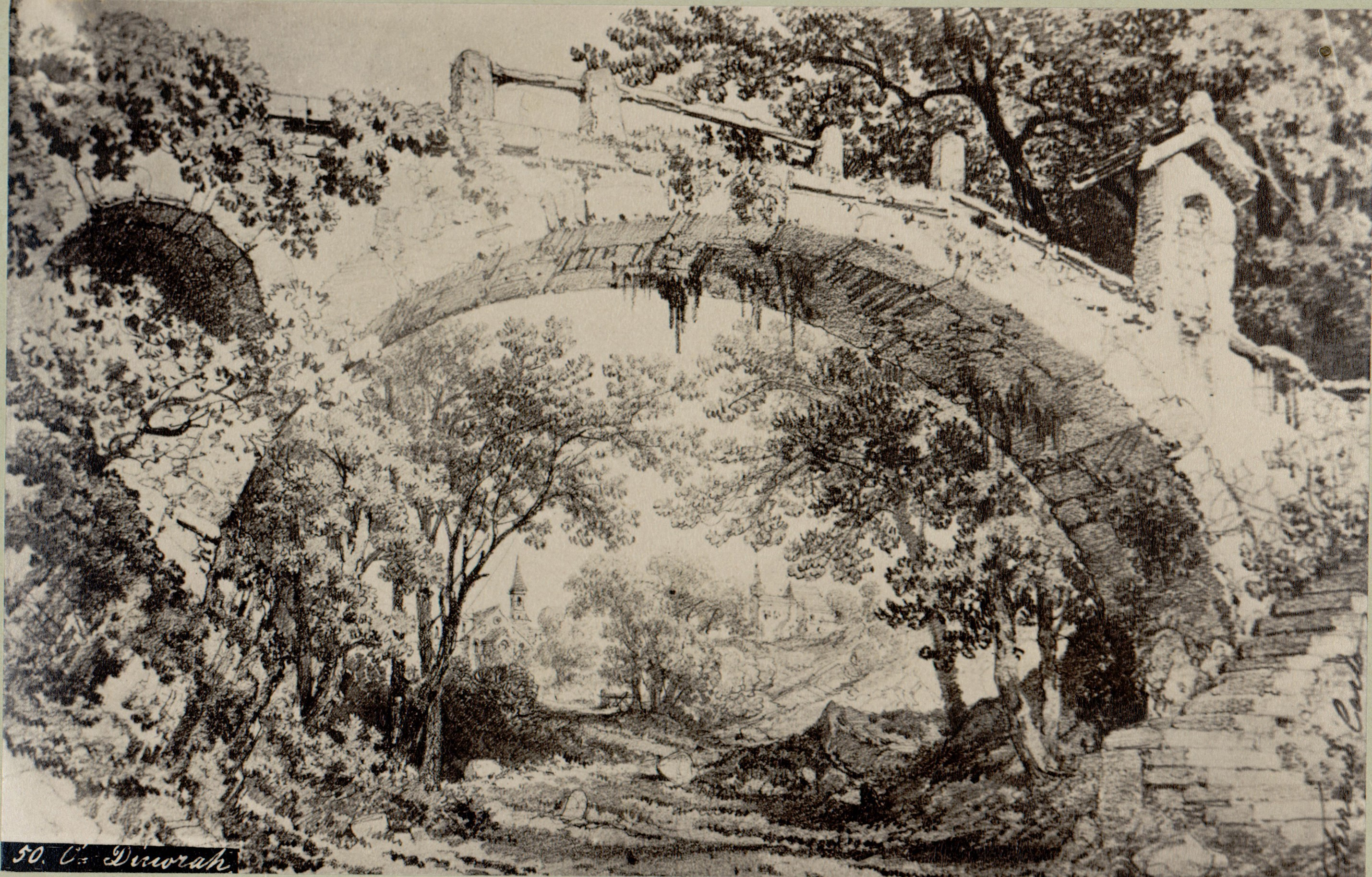
Un sito agreste, bozzetto per Dinorah atto 3 scena 1 (1870). Archivio Storico Ricordi

L'opera, ambientata in Bretagna, si apre con un'ouverture accompagnata dal coro, che narra l'antefatto: il giorno delle nozze tra Hoël e Dinorah è stato rovinato da un temporale che ha distrutto la casa della ragazza. Hoël, per aiutarla, decide di andare in traccia di un favoloso tesoro che potrebbe restituirle l'agiatezza; ma prima deve vagare per un anno lontano dal paese per poi tornarci. Ma Dinorah è convinta che l'amato l'abbia abbandonata e impazzita vaga per il paese e nei boschi adiacenti in cerca dell'adorata capretta Bellah. 

Hoël ritorna nel paese e viene a sapere che il tesoro degli gnomi è maledetto: chi lo toccherà per primo morirà. Allora, ossessionato più dall'oro che dall'amore per Dinorah, cerca di convincere il giovane e ingenuo Corentin a seguirlo nell'impresa e a prendere il tesoro. I due vanno nella valle, dove si trova anche Dinorah perché Bellah si trova proprio lì. Lì Hoël rivede la sua Dinorah, e dopo che ella ha rischiato quasi la vita, sopraffatto dal rimorso e dalla vergogna decide di abbandonare il progetto e di soccorrere l'amata. Quando Dinorah si risveglia, finalmente libera dal suo delirio, con l'amato e la capretta al suo fianco, Hoël dice che tutto quello che è avvenuto è stato solo un sogno: le nozze possono avere finalmente luogo, come se nulla fosse successo.